# Monomachos
Monomachos (altgriechisch Μονόμαχος) war ein griechischer Koroplast des 3. Jahrhunderts.
Monomachos war im 3. Jahrhundert in Thessaloniki tätig. Sein Name ist einzig durch eine Signatur auf einer Tonstatuette überliefert, die eine Darstellung der Göttin Aphrodite zeigt. Sie wurde in der Ost-Nekropole von Thessaloniki gefunden und wird heute im Archäologischen Museum Thessaloniki aufbewahrt.